# ストラト (NICO Touches the Wallsの曲)
「ストラト」は、2016年5月3日にキューンミュージックから発売されたNICO Touches the Wallsの19枚目のシングル。

## 概要
販売形態は初回生産限定盤（KSCL-2723-2724）と通常盤（KSCL-2725）として販売された。初回生産限定盤はDVD付きの豪華パッケージ特典付きSpecial Box仕様。

## 収録曲
全作詞・作曲∶光村龍哉∶編曲∶NICO Touches the Walls
1. ストラト 
  - 映画「ヒーローマニア-生活-」主題歌
2. BAD ROBOT
3. お嬢さんとこいさん（cover）

### 初回生産限定盤DVD
Library Vol.3
1. 夏の大三角形
2. 夢１号
3. Mr.ECHO
4. チェインリアクション
5. ニワカ雨ニモ負ケズ
6. ローハイド
7. 天地ガエシ
8. バケモノ
9. TOKYO Dreamer
10. 口笛吹いて、こんにちは（アコタッチ）
11. まっすぐなうた
12. 渦と渦
13. ニワカ雨ニモ負ケズ making movie
14. TOKYO Dreamer color version